# Grota lui Venus

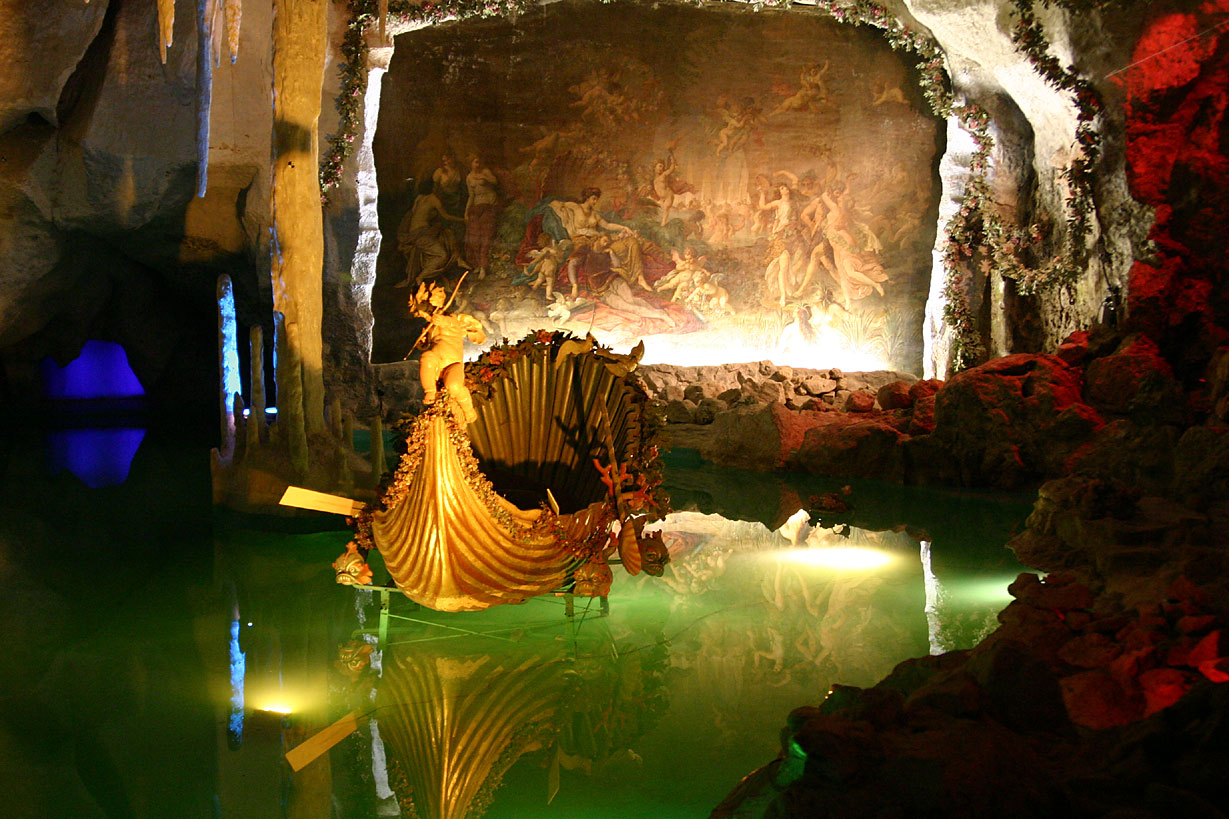
Interiorul grotei lui Venus

Grota lui Venus (în germană Venusgrotte) a fost construită la comanda regelui Ludovic al II-lea al Bavariei începând de la 15 decembrie 1875 în parcul castelului Linderhof, după planurile proiectantului August Dirigl, fiind finalizată în anul 1877. Grota este o construcție de fier, ai cărei pereți despărțitori au fost acoperiți cu pânzeturi impregnate, care, la rândul lor, au fost pulverizate cu un amestec de ciment din care au fost confecționate și stalactitele artificiale.
Grota este împărțită în două peșteri laterale și o peșteră principală, care au fost modelate în funcție de iluminare după Grota Albastră din Capri sau Grota lui Venus din Hörselberg din opera Tannhäuser a lui Wagner. Tema principală este prezentată în pictura „Tannhäuser bei Frau Venus” de August von Heckel, care se află pe fundalul peșterii principale și provine din primul act al operei „Tannhäuser”.
Regele a dispus ca peștera să fie decorată cu peisaje pictate din opera Tannhäuser de Wagner, care au fost acoperite cu ceară pentru a le proteja împotriva umezelii. O cascadă și o barcă în formă de scoică au fost făcute special pentru a fi utilizate în grotă.
Șapte focare erau necesare pentru a încălzi grota. Ea era încălzită în timpul verii cu câteva zile în avans, deoarece acolo era destul de rece. Un aparat care proiecta un curcubeu și o mașinărie ce producea valuri trebuiau să creeze o iluzie perfectă, atunci când regele vâslea pe lacul artificial.
Ca o caracteristică tehnică a fost construit un sistem de iluminat electric, ale cărui 24 de dinamuri sunt considerate prima companie de energie electrică din Bavaria. Ele se aflau într-o casă a mașinilor construită în acest scop. Au apărut dificultăți atunci când s-a încercat recrearea Grotei Albastre din Capri, aceasta nesatisfăcând o lungă perioadă așteptările regelui. Dorința sa pentru un albastru mai albastru a reprezentat atunci un stimulent pentru încă tânăra industrie de coloranți, iar Badischen Anilin- und Sodafabrik (BASF) din Ludwigshafen am Rhein a obținut, la patru ani după moartea lui Ludovic, un brevet la Oficiul Imperial de Brevete pentru producerea de coloranți artificiali indigo.
Grota nu se mai prezintă astăzi la fel de romantic ca odinioară; s-a renunțat la încălzire, curcubee și valuri, fundalul este puternic deteriorat din cauza pătrunderii apei, iar plase și schele protejează vizitatorul împotriva pericolului de cădere a pieselor de ciment. O reparație cuprinzătoare urmează să fie realizată.